# A Terceira Lâmina
A Terceira Lâmina é o terceiro álbum do cantor brasileiro Zé Ramalho, lançado em 1981, e que contribuiu para o aumento da popularidade do músico. Como seus dois antecessores, o disco segue misturando influências nordestinas e do rock.
A faixa de abertura, "Canção Agalopada", tem a participação da soprano Maria Lúcia Godoy e foi feita com base em um poema de Zé escrito para seu livro de 1977, Apocalipse, e que utiliza as formas martelo agalopado e galope à beira-mar. Deste mesmo livro, saiu a letra que viraria a trilogia "Beira-Mar", "Beira-Mar – Capítulo II" e "Beira-Mar – Capítulo Final", que aparecem, respectivamente, nos álbuns Zé Ramalho 2 (1979), A Força Verde (1982) e Eu Sou Todos Nós (1998).
A faixa título, segundo Zé, "fala sobre o terceiro filho, a terceira cria, minha terceira fase - e a visão da terceira Guerra Mundial".
Numa análise de 2020, o crítico Mauro Ferreira, em seu blog no G1, chamou o álbum de "incisivo", mas comparou-o desfavoravelmente aos dois anteriores de Zé.

## Faixas
Todas as músicas escritas por Zé Ramalho.
1. "Canção Agalopada" (com Maria Lúcia Godoy) - 5:00
2. "Filhos de Ícaro" - 3:00
3. "A Terceira Lâmina" - 4:16
4. "Um Pequeno Xote" - 2:13
5. "Atrás do Balcão" - 4:02
6. "Galope Rasante" - 3:36
7. "Kamikaze" - 3:20
8. "Violar" - 1:23
9. "Cavalos do Cão" (com Elba Ramalho) - 3:24
10. "Ave de Prata" - 2:45
11. "Dia dos Adultos" - 2:16

Faixas bônus da reedição de 2003
1. "Eternas Ondas" - 3:51
2. "A Terceira Lâmina" - 2:56
3. "Mestiça" - 2:59

## Créditos
Conforme fonte.
- Zé Ramalho — vocais e violão, viola em "Violar"
- Elba Ramalho — vocais em "Cavalos do Cão"
- Maria Lúcia Godoy — vocais líricos em "Canção Agalopada"
- José Severo da Silva — acordeão em "Um Pequeno Xote"
- Miguel Cidras — arranjo de cordas em "A Terceira Lâmina"
- Frederico Mendes — foto da capa